# Konrad Ćwikła
Konrad Ćwikła (ur. 15 września 1995 w Sanoku) – polski hokeista.
Wnuk Mieczysława i syn Marcina, także hokeistów.
Został uczniem II Liceum Ogólnokształcącego im. Marii Skłodowskiej-Curie w Sanoku.

## Kariera
- KH Sanok U18 (2011-2012)
- KH Sanok U20 (2012-2015)
- Ciarko PBS Bank KH Sanok (2014/2015)
  -  UKH Dębica (2014-2015)
- Hampton Roads Whalers (2015-2016)

Występował w juniorskich zespołach KH Sanok. Dwukrotnie zdobywał klubowe mistrzostwo juniorów z drużyną z Sanoka. W 2015 został zawodnikiem amerykańskiego klubu Hampton Roads Whalers w juniorskiej lidze United States Premier Hockey League (USPHL) (w tym samym zespole podjął występy inny wychowanek Sanoka, Radosław Sawicki).
Podjął występy w Sanockiej Lidze Unihokeja.

## Sukcesy
Klubowe
- Złoty medal XIX Ogólnopolskiej Olimpiady Młodzieży: 2013 (juniorzy młodsi)
- Złoty medal mistrzostw Polski juniorów: 2014, 2015 z KH Sanok U20